# Hoggicosa alfi
Hoggicosa alfi Langlands & Framenau, 2010 è un ragno appartenente alla famiglia Lycosidae.

## Etimologia
Il nome proprio della specie è in onore del nonno del descrittore, Alf Cain, in segno di apprezzamento per avergli insegnato a pescare.

## Caratteristiche
L'olotipo maschile rinvenuto ha lunghezza totale è di 16,8 mm; la lunghezza del cefalotorace è di 9,7 mm e la larghezza è di 7,1 mm.

## Distribuzione
La specie è stata reperita in Australia occidentale, nella Lorna Glen Station. Altre zone di rinvenimento sono nel Nuovo Galles del Sud, nel Queensland e nell'Australia meridionale.

## Tassonomia
Al 2017 non sono note sottospecie e dal 2010 non sono stati esaminati nuovi esemplari.